# Державний тероризм

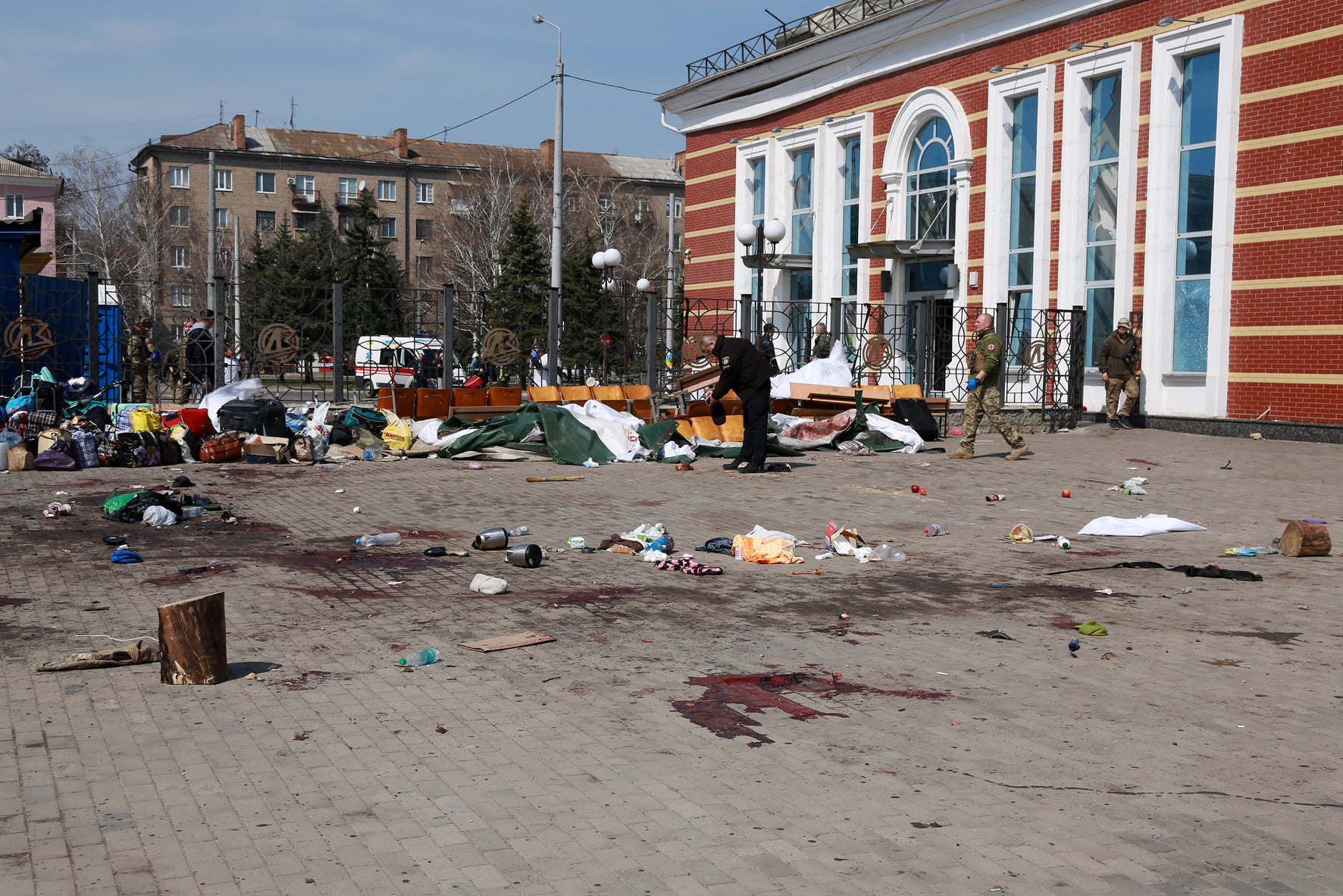
Наслідки російського обстрілу краматорського залізничного вокзалу

Державний тероризм — це насилля з боку держави, яке не має законодавчого або судового забезпечення та може практикуватись державними силовими структурами як всередині держави (проти її внутрішніх ворогів), так і за її кордонами — аж до проведення спеціальних операцій проти інших держав.

## Кваліфікація
На відміну від терору (при застосуванні всередині держави) або війни (при застосуванні проти інших держав) участь державних силових структур в акціях державного тероризму старанно приховується. Наймасштабніші прояви державного тероризму: бомбування території Ічкерії (Чечні) в 1994 році літаками «невідомої держави», штурм Грозного «невідомими танковими підрозділами».
Як державний тероризм кваліфікуються незаконні затримання, вбивства, викрадення, тортури і страта громадян без суду і слідства, які виконуються співробітниками силових структур (поліцією та іншими органами охорони правопорядку). Як приклад: убивство Георгія Гонгадзе (2000), убивство Олександра Литвиненка російськими спецслужбами, викрадення та убивство кримськотатарських активістів в окупованому Росією Криму (2014-2015).
Як державний тероризм кваліфікуються також дії, направлені проти громадян, організацій або інших держав, які відкрито проводяться державою або її представниками, але справжня мета цих дій старанно приховується (в тому числі так звані «недружні дії»). До подібних дій здебільшого вдаються нестабільні режими з низьким рівнем легітимності влади, що не можуть підтримувати стійкість системи економічними і політичними методами, або стабільні режими — в випадках, коли їх політичні системи ізольовані від усього світу. Зокрема, під перше визначення підпадають заходи з встановлення новорічної ялинки в Києві під час Євромайдану як привід до звільнення Майдану Незалежності в Києві від учасників Євромайдану, яке завершилось жорстоким побиттям студентів.
Відрізняють також тероризм, що підтримується державою — коли держава сама не бере участь в тероризмі, але фінансує і підтримує терористичні угруповання, як то було при вторгненні бойовиків у Дагестан і вибухах будинків в 1999 році, фінансуванні та матеріальному забезпеченні Росією «сепаратистів» в Криму та на сході України в 2014–2015 рр., якими виступали також військовослужбовці Росії без розпізнавальних знаків, переодягнені під «зелених чоловічків» та «місцеву самооборону».

## Женевська декларація про тероризм
Женевська конференція ООН з питання тероризму 1987 року прийняла декларацію, яка визначає як державний тероризм наступні явища:
- Практики поліцейської держави, спрямовані проти своїх громадян: спостереження, розгін зборів, контроль за новинами, побиття, тортури, хибні арешти, масові арешти, фальсифіковані звинувачення, показові суди, вбивства.
- Доставка державою ядерної зброї на територію інших держав, у їх територіальні води або в міжнародні води.
- Військові маневри і навчання, що проводяться поблизу кордонів іншої держави (особливо зона до 30 км від смуги державного кордону) і становлять загрозу її незалежності й територіальної цілісності.
- Атака збройними силами держави цілей, яка представляє загрозу для цивільного населення, що живе в іншій державі.
- Створення та підтримка озброєних загонів найманців, з метою знищення суверенітету іншої держави.
- Вбивства і спроби вбивств державних діячів інших держав або національно-визвольних рухів, що направляються державою незалежно від того чи виконуються вони за допомогою військового удару, спеціальних операцій або найму агентів.
- Таємні операції розвідувальних або інших державних сил, спрямовані на дестабілізацію або підпорядкування іншої держави, національно-визвольного руху або міжнародного мирного руху (приклад: підрив «Rainbow Warrior»).
- Кампанії з дезінформації, спрямовані на дестабілізацію інших держав.
- Продаж зброї, що підтримує продовження регіональних воєн і затримує політичне вирішення конфліктів.
- Скасування громадянських прав і свобод, положень конституції і законів під приводом протидії тероризму.
- Розробка, випробування і розгортання ядерної та космічної зброї, що підвищує ймовірність геноциду і екоциду, прирікає бідних на тривалі злидні і все людство на постійний страх.